# 鞍馬川
鞍馬川（くらまがわ）は、京都府京都市左京区を流れる一級河川。賀茂川左岸の支流である。

## 地理
花脊峠付近に発し、鞍馬山の東側、京都府道38号京都広河原美山線（鞍馬街道）沿いを南流し、市原駅付近で流れを西に変え、十三石橋付近（北区との区境）で賀茂川と合流する。

## 支流
いずれも左京区内を流れる。下流側より順に記載する。
- 静原川
  - 水谷川
  - 西又川
    - ハタゴ谷川

  - 東又川
- 貴船川
  - ザラ谷川
  - ユヤガ谷川
  - 阿蔵谷川
- 百井谷川

## 橋梁
下流側から順に記載する。
参考:
- 市原大橋 - 京都府道38号京都広河原美山線
- 市原小橋 - 名称不明
- 向山1号橋 - 市道静市緯33号線
- 市原橋 - 京都府道40号下鴨静原大原線
- 市原人道橋（旧市原橋） - 京都府道40号下鴨静原大原線
  - 2015年、土木学会選奨土木遺産に認定[3]。
- 上市原橋 - 市道静市1号線
- 市原橋梁 - 叡山電鉄鞍馬線
- 下野中橋 - 市道静市緯28号線
- 打合橋 - 京都府道38号京都広河原美山線・京都府道40号下鴨静原大原線
- 名称不明 - 叡山電鉄鞍馬線
- 名称不明 - 叡山電鉄鞍馬線
- 新二ノ瀬橋 - 市道二ノ瀬市原線
- 二ノ瀬大橋 - 名称不明
- 梶取橋 - 京都府道361号上黒田貴船線
- 名称不明 - 叡山電鉄鞍馬線
- 名称不明 - 叡山電鉄鞍馬線
- 名称不明 - 叡山電鉄鞍馬線
- 名称不明 - 叡山電鉄鞍馬線
- 十王堂橋 - 京都府道38号京都広河原美山線
- 地蔵寺橋 - 名称不明
- 扶桑橋 - 京都府道38号京都広河原美山線
- 影山橋 - 京都府道38号京都広河原美山線
- 古道橋 - 京都府道38号京都広河原美山線
- 栗ノ木橋 - 京都府道38号京都広河原美山線
- 名称不明 - 国道477号